# Sismo de Pompeia de 62

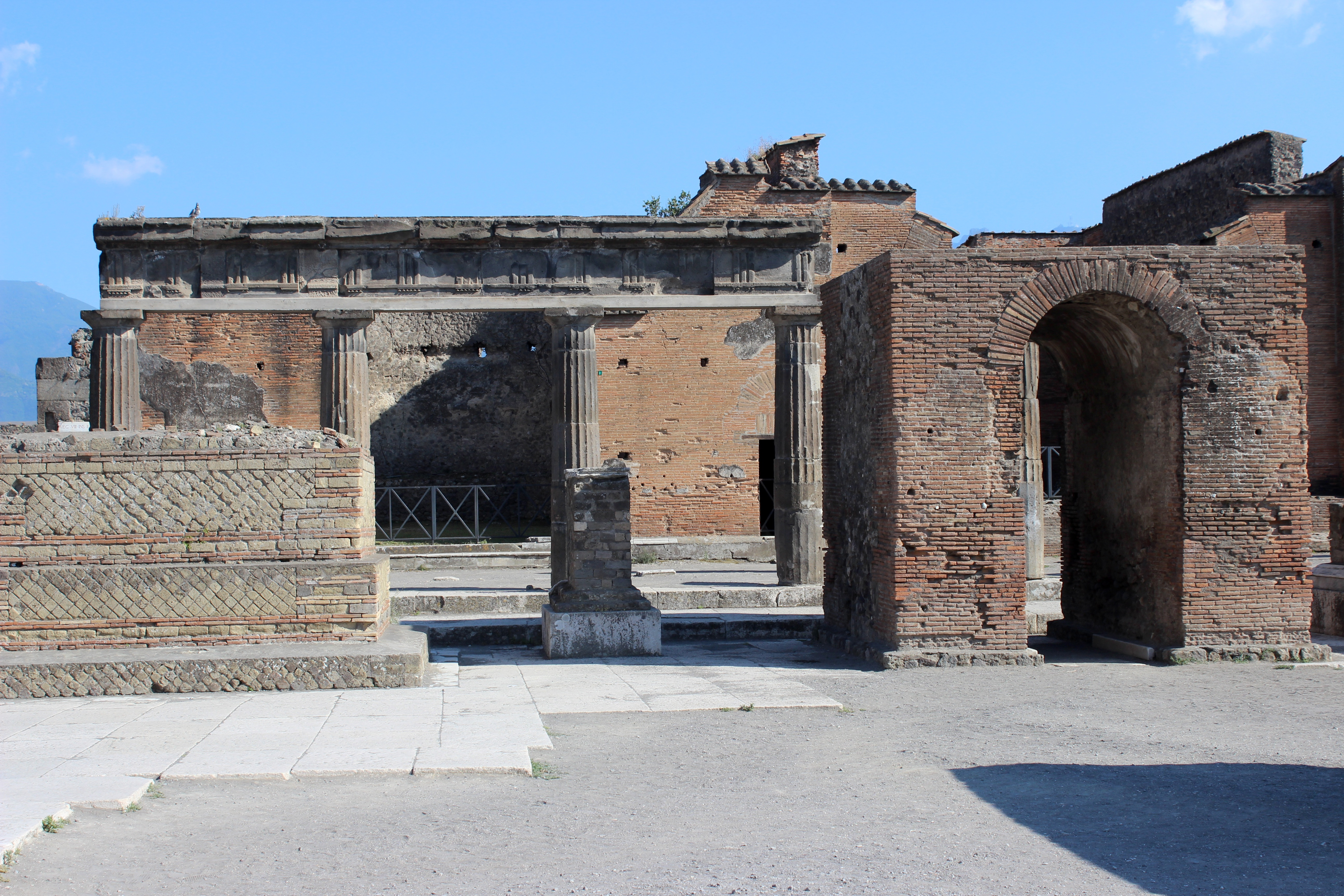
Ruínas do Fórum de Pompeia

O terremoto de Pompeia de 62 foi um sismo ocorrido em 5 de fevereiro de 62, próximo da antiga cidade de Pompeia, na Itália. Estimou-se que tivesse magnitude entre 5 e 6,1 e uma intensidade máxima de XI ou X na Escala de Mercalli. As cidades de Pompeia e Herculano foram severamente danificadas e ele pode ter sido um precursor da erupção do Vesúvio de 79, que destruiu as mesmas duas cidades. O filósofo e dramaturgo contemporâneo Sêneca, o Jovem escreve um registro do terremoto no sexto livro de seu Questões naturais intitulado "A respeito dos Terremotos" (De Terrae Motu).

## Definição geológica
O epicentro do terremoto se situa dentro de uma zona de ativo falhamento extensional, mas próximo ao flanco sul do Vesúvio. A análise de mecanismos focais da área entorno do Vesúvio indica que falhamento ativo na área envolve falhas normais de deslizamento oblíquo tendendo a Noroeste-Sudoeste e Nordeste-Sudoeste, parte da zona extensiva que estende-se a todo o comprimento da cadeia dos Apeninos, associado com aberturas contínuas do mar Tirreno. Uma associação entre terremotos nos Apeninos centrais e erupções do Vesúvio foram propostas, mas não está provado.

## Características
As cidades de Pompeia e Herculano sofreram grande dano, com danos a alguns relatados a alguns edifícios de Nápoles e Nucéria. Sêneca registra a destruição do rebanho de 600 ovelhas que ele atribuiu a efeitos de gases venenosos. A extensão do dano foi usada para estimar a magnitude do terremoto. Estimativas encontram-se na gama de cerca de 5 para 6,1. A intensidade máxima sentida é estimada como no intervalo de IX para X, e a área de mais alta intensidade é alongada aproximadamente para Oeste/Noroeste-Leste/Sudoeste. Tremores foram relatados por vários dias, presumivelmente referindo-se a uma sequência de réplicas. A profundidade focal é estimada como extensão de 5-6 km.

## Rescaldo
O dano causado pelo tremor principal e a série subsequente de tremores foi ao menos parcialmente reparado pelo tempo da erupção de 79, tanto em Pompeia como Herculano. Um par de baixos-relevos, provavelmente do larário da Casa de Lúcio Cecílio Jucundo em Pompeia são interpretados para descrever os efeitos do terremoto sobre os edifícios, incluindo o Templo de Júpiter, o Aquário de César e a Porta do Vesúvio. O terremoto levou o filósofo, estadista e dramaturgo romano Sêneca devotar o sexto livro de seu Questões naturais para os terremotos, descrevendo o evento de 5 de fevereiro e dando a causa dos terremotos como o movimento do ar.